# ルベツネ山
ルベツネ山（るべつねやま）は、北海道の日高郡新ひだか町と広尾郡大樹町の2町にまたがる標高1,727.0mの山である。山頂には三等三角点「留辺津根」が設置されている。

## 概要
日高山脈中央部の山で、南側約2.5km離れた所には日本二百名山のペテガリ岳が聳え立っている。
山名はアイヌ語の「レ・ペトゥ・ネ・イ（三つの・川口・になっている・所）」が由来であり、「三つの川口」とは現在の新ひだか町にある東の沢調整池の場所を指し、ベニカル沢・サッシシビチャリ沢川・コイカクシュシビチャリ川が合流する。

## 登山
アプローチは非常に困難であり、新ひだか町側からは静内ダムゲートによって道道111号が厳しく制限されているほか、中札内村側からはコイカクシュサツナイ岳の登山口があるもののかなり離れているため登頂にはテントで2泊以上を要する。付近のペテガリ岳までは登山道が整備されているものの、登山口の神威山荘からも離れている。ルベツネ山を目標にする登山者は少なく、コイカクシュサツナイ岳からペテガリ岳への縦走の過程で登られることが多い。縦走は5,6日程度かかり、その間山小屋は一つもなく、藪漕ぎを強いられる箇所もかなり多いため上級者向けの山である。